# Schecter Guitar Research
Schecter Guitar Research, також Schecter — американський виробник гітар. Компанія була заснована в 1976 році Девідом Шектером і спочатку виробляла запасні частини для інших виробників, таких як Fender і Gibson. Наразі компанія масово випускає різні лінійки електро-, бас-, акустичних гітар.

## Історія
1976 — Девід Шектер заснував Schecter Guitar Research - ремонтну майстерню у Каліфорнії.
1979 — Шектер починає продавати власноруч зібрані електрогітари. Ці гітари були основані на дизайні гітар марки Fender.
1979 — Піт Таунсенд з The Who взяв гітару цієї марки. Це була гітара в стилі Fender Telecaster з двома хамбакерами .
1980 — Марк Нопфлер з Dire Straits використав Schecter для запису третього альбому гурту Making Movies.
1983 — компанію придбала група інвесторів.
1987 — компанія придбана Hisatake Shibuya, японським підприємцем, власником Музичного інституту в Голівуді, і засновником ESP Guitars.
1996 — Майкл Кіраволо став новим президентом компанії.

### Ремонтний магазин, 1976—1983
У 1976 році Девід Шектер заснував «Schecter Guitar Research» - ремонтний магазин у Ван-Найсі (Каліфорнія). Незабаром майстерня ремонту гітар почала виробляти грифи і корпуса для гітар, готові звукознімачі, бріджі, замки на гриф, тюнери, регулятори, потенціометри і різні запчастини для гітар. Невдовзі Schecter Guitar Research почала виробляти майже всі необхідні запчастини для гітар. І в свою чергу поставляла запчастини для інших виробників гітар, таких як Fender i Gibson, а також для інших ремонтних майстернь, які збирали готові гітари з запчастин Shcecter. Наприкінці 70-х років Schecter продавав більш нід 400 різних гітарних запчастин, але не мав власних вже зібраних інструментів.
У 1979 році Schecter вперше вивела на ринок повністю зібрану електрогітару. Дані гітари були магазинними моделями на основі гітар Fender, вони були дуже високої якості і дуже дорогими, а також продавалися тільки двадцятьом роздрібним магазинам на території США.
У вересні 1979 року Алан Роджан, який в той час був техніком з групи The Who, купив гітару, зроблену на замовлення у магазині Schecter. Це була гітара в стилі Telecaster, з двома хамбакерами і селектором як у Les Paul-у. Піт Таунсенд буквально закохався у неї і вона стала основною гітарою в його кар'єрі. Він пізніше зібрав декілька подібних інструментів з запчастин Schecter, основаних на дизайні гітан британського походження Giffin Guitars.
У 1980 році Марк Нопфлер из Dire Straits використав гітару Schecter для запису третього альбому групи Making Movies. Наразі Марк Нопфлер володіє великою кількістю гітар Schecter, у тому числі однією кольору Candy Apple Red. Цей інструмент був його основною гітарою на концертах до 1987 року. У 2004 одна з його електрогітар Schecter, в стилі Stratocaster була продана на аукціоні за 50 000 доларів - це найбільша ціна, яку коли-небудь давали за гітару Schecter.

### Гітари
- Avenger
- 35th Anniversary C-1
- Banshee 6P
- Banshee 6A
- Banshee 6 FR P
- Banshee 6 FR A
- Banshee 7P
- Banshee 7A
- Banshee 8P
- Banshee 8A
- Banshee Elite 6
- Banshee Elite 7
- Banshee Elite 8
- Banshee Extreme 6
- Banshee Extreme 7
- Banshee Extreme 6 FR
- Banshee Extreme 7 FR
- Blackjack ATX Avenger
- Blackjack ATX C-1
- Blackjack ATX C-1 FR
- Blackjack ATX C-7
- Blackjack ATX C-8
- Blackjack ATX Solo 6
- Blackjack С-8
- Blackjack S-1
- C-1 Classic
- C-1 Custom
- C-1 Custom FR
- C-1 Lady Luck
- C-1 Standard
- C-1 Standard FR
- C-7 Custom
- C-7 Standard
- Chris Garza
- Corsair
- Corsair Bigsby
- Damien Elite Avenger
- Damien Elite Avenger FR
- Damien Elite Solo-6
- Damien Elite-6
- Damien Elite-6 FR
- Damien Elite-7
- Damien Elite-7 FR
- Damien Elite-8
- Damien Riot
- Damien Riot FR
- Damien-6
- Damien-6 FR
- Damien-7
- Damien-7 FR
- Dan Donegan
- Exotic star
- Flattus Maximus-GWAR
- Gary Holt
- Grant Lee Phillips GLP-1
- Hellcat VI
- Hellraiser C-1
- Hellraiser C-1 EX
- Hellraiser C-1 FR
- Hellraiser C-7
- Hellraiser C-7 FR
- Hellraiser C-8
- Hellraiser C-8 FR
- Hellraiser C-9
- Hellraiser Solo-6
- Hellraiser Special C-1
- Hellraiser Special C-1 FR
- Hellraiser Special C-7
- Hellraiser Special C-7 FR
- Hellraiser Special C-8
- Hellraiser Special Solo-6
- Jeff Loomis FR
- Jeff Loomis NT
- Jerry Horton
- Omen Extreme-6
- Omen Extreme-6 FR
- Omen Extreme-7
- Omen Solo-6
- Omen-6
- Omen-7
- Omen-8
- Orleans
- Pete Dee
- Porl Thompson
- PT
- PT Fastback
- Robert Smith RS-1000
- Robert Smith Ultra Cure
- Robin Finck
- Royal
- S-1 Elite
- S-1 Custom
- Solo Special
- Solo Vintage
- Solo-6 Custom
- Solo-6 Standard
- Special Edition Corsair
- Special Edition Riot-8
- Special Edition Solo Spitfire
- Special Edition Solo-6
- Stargazer
- Stargazer 12
- Synyster Gates Custom
- Synyster Gates Custom-S
- Synyster Gates Deluxe
- Synyster Gates Standard
- Synyster Gates Special
- Tempest Custom
- Tempest Standard
- Tempest Classic
- TSH-1
- Ultra II
- Ultra III
- Ultra VI
- Zacky Vengeance-ZV Mirror
- Zulu Loa Of The Dead

### Бас-гітари
- Damien-4
- Damien-5
- Diamond P-Custom 4
- Diamond P-Custom 5
- Diamond-J
- JD Deservio Blucher
- Model-T
- Omen Extreme-4
- Omen Extreme-5
- Omen-4
- Omen-5
- Raiden Custom-4
- Raiden Custom-5
- Raiden Deluxe-4
- Raiden Deluxe-5
- Raiden Elite-4
- Raiden Elite-5
- Raiden Special-4
- Raiden Special-5
- Riot Deluxe-4
- Riot Deluxe-5
- Stargazer-4
- Stiletto Custom-4
- Stiletto Custom-5
- Stiletto Custom-6
- Stiletto Elite-4
- Stiletto Elite-5
- Stiletto Extreme-4
- Stiletto Extreme-5
- Stiletto Studio-4
- Stiletto Studio-5
- Stiletto Studio-6
- Stiletto Studio-8
- Ultra Bass